# Цейтлин, Соломон
Цейтлин Соломон (англ. Zeitlin Solomon; 31 мая 1892, Чашники, Витебская губерния — 28 декабря 1976, Филадельфия) — американский историк-востоковед, филолог. Д-р философии (1917). Автор свыше 400 научных работ по проблемам древнейшей еврейской истории, гебраистики и раввинистической литературы.

## Биография
Родился в семье Ильи Цейтлина и Эстер Левит. В 1912 окончил Еврейскую теологическую семинарию в Париже со степенью д-ра теологии. В 1915 эмигрировал в США. Преподавал еврейскую историю в Педагогическом колледже имени Исаака Эльханана (1918-25) и раввинистическую литературу в Дропси-колледже (1925-43).

### Произведения
- Taanith (1922);
- Studies in the Beginnings of Christianity (1924);
- The Slavonic Josephus and Its Relation to Josippon and Hegesippus (1929);
- Josephus on Jesus (1931);
- An Historical Study of the Canonization of the Hebrew Scripture (1933);
- History of the Second Jewish Commonwealth (1933);
- Maimonides (1935);
- The Jews: Race, Nation, or Religion? (1936);
- The Sadducees and the Pharisees (1936);
- The Pharisees and the Gospels (1937);
- Rise and Fall of the Judean State (1967; 2 vols.);
- Studies in the History of Early Judaism (1973; 3 vols.);
- Who Crucified Jesus?, New York: (Harper & Brothers, Publishers), 1942, 1947
- Maimonides — A Biography , New York: (Bloch Publishing Company), 1955